# SN 2003he
SN 2003he – supernowa typu Ia odkryta 11 sierpnia 2003 roku w galaktyce M-01-01-10. W momencie odkrycia miała maksymalną jasność 18,70m.